# مجلس شورای اسلامی
مجلس شورای اسلامی یکی از دو رکن قوه مقننه جمهوری اسلامی ایران است. در فرمان مشروطیت از مجلس ایران هم به عنوان مجلس مقدس شورای ملی و هم مجلس شورای اسلامی نام برده شده است. در قانون اساسی مشروطه و قانون اساسی جمهوری اسلامی پیش از بازنگری نام این نهاد مجلس شورای ملی بوده است. هر چند که در ۳۱ تیر ۱۳۵۹ نمایندگان مجلس این نهاد را «مجلس شورای اسلامی» نامگذاری نمودند. طبق قانون اساسی جمهوری اسلامی ایران مجلس شورای اسلامی بدون شورای نگهبان جایگاه قانونی ندارد.
مصوبات مجلس شورای اسلامی اگر مورد تأیید شورای نگهبان قرار گیرند، برای اجرا به قوه مجریه و قوه قضائیه ابلاغ می‌شوند. پایگاه داده‌های مجلس در اوایل مهر ۱۴۰۱ هک شد. سه‌شنبه ۲۴ بهمن ۱۴۰۲ بیش از ۶۰۰ سرور مجلس شورای اسلامی توسط گروه قیام تا سرنگونی از دسترس خارج شد.

## تاریخچه
اولین مجلس شناخته شده در تاریخ ایران، مربوط به زمان اشکانیان است. در این دوران، مجلسی موسوم به مهستان از میان بزرگان و اشراف ایرانی تشکیل می‌شده است.
در دوره قاجار و مشخصا زمان ناصرالدین شاه، اولین تلاش‌ها برای ایجاد مجالس مشورتی انجام شد، که بیشتر جنبه تشریفاتی داشتند.
تشکیل اولین مجلس ملی کشور به انقلاب مشروطه بازمی‌گردد که فرمان تشکیل آن در روز ۱۴ مرداد سال ۱۲۸۵ توسط مظفرالدین شاه به امضا رسید.

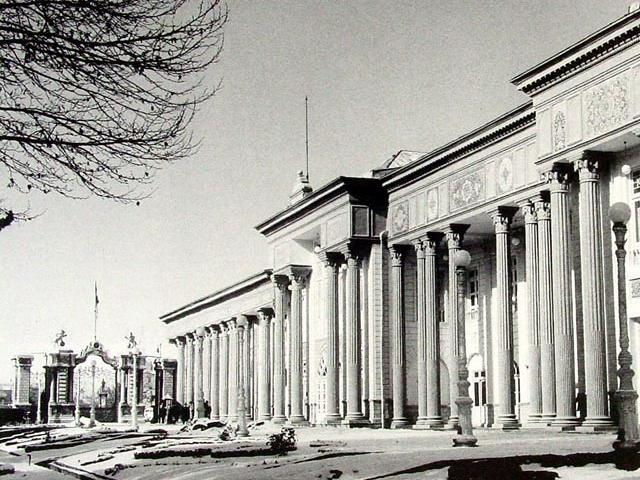
ساختمان بهارستان، محل تشکیل جلسات مجلس از ۱۲۸۵ تا ۱۳۵۷
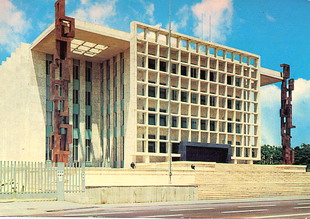
کاخ سنا، دومین ساختمان مجلس که بین سال‌های ۱۳۵۷ تا ۱۳۸۳ محل مجلس شورای اسلامی بود.
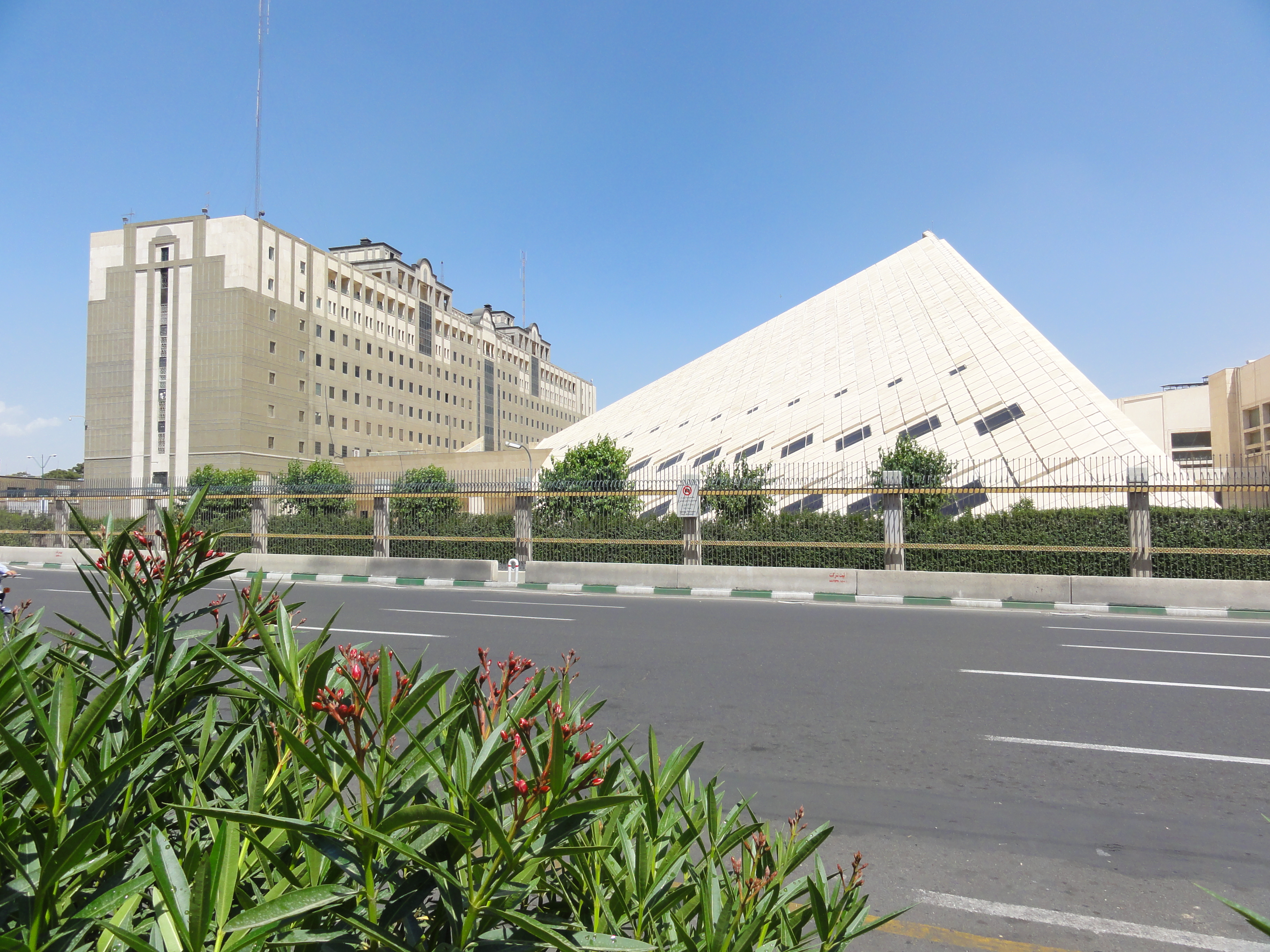
ساختمان کنونی مجلس

با پیروزی انقلاب اسلامی ایران، مجلس شورای ملی و مجلس سنا منحل گردید. نام مجلس در قانون اساسی جمهوری اسلامی ایران، مجلس شورای ملی ذکر شده بود، اما بالفعل از آن با نام مجلس شورای اسلامی یاد می‌شد. تا اینکه در بازنگری در قانون اساسی جمهوری اسلامی ایران در سال ۱۳۶۸ نام آن رسماً به مجلس شورای اسلامی تغییر پیدا کرد. این نام یک بار نیز در فرمان مشروطیت آمده بود.

## مجلس شورای اسلامی
بر طبق اصل ۶۲ قانون اساسی جمهوری اسلامی ایران، مجلس شورای اسلامی از نمایندگان ملت که به‌طور مستقیم انتخاب می‌شوند، تشکیل می‌گردد. دورهٔ نمایندگی در این مجلس چهار سال است که انتخابات هر دوره باید پیش از پایان دوره قبل برگزار شود، به‌طوری‌که کشور در هیچ زمان بدون مجلس نباشد.
پس از برگزاری انتخابات، جلسات مجلس شورای اسلامی با حضور دو سوم مجموع نمایندگان رسمیت می‌یابد و تصویب طرح‌ها و لوایح طبق آیین‌نامه مصوب داخلی انجام می‌گیرد مگر در مواردی که در قانون اساسی حدنصاب خاصی تعیین شده باشد. برای تصویب آیین‌نامه داخلی موافقت دو سوم حاضران لازم است.
در زمان جنگ و اشغال نظامی کشور به پیشنهاد رئیس‌جمهور و تصویب سه چهارم مجموع نمایندگان و تأیید شورای نگهبان انتخابات نقاط اشغال شده یا تمامی مملکت برای مدت معینی متوقف می‌شود و در صورت عدم تشکیل مجلس جدید، مجلس سابق همچنان به کار خود ادامه خواهد داد.
مذاکرات مجلس شورای اسلامی باید علنی باشد و گزارش کامل آن از طریق رادیو و روزنامه رسمی برای اطلاع عموم منتشر شود. تنها در شرایط اضطراری و در صورتی که رعایت امنیت کشور ایجاب کند، به تقاضای رئیس‌جمهور یا یکی از وزراء یا ده نفر از نمایندگان، جلسه غیر علنی تشکیل می‌شود. مصوبات جلسه غیر علنی در صورتی معتبر است که با حضور شورای نگهبان به تصویب سه چهارم مجموع نمایندگان برسد. گزارش و مصوبات این جلسات باید پس از بر طرف شدن شرایط اضطراری برای اطلاع عموم منتشر گردد.

## وظایف و اختیارات و محدودیت‌های مجلس

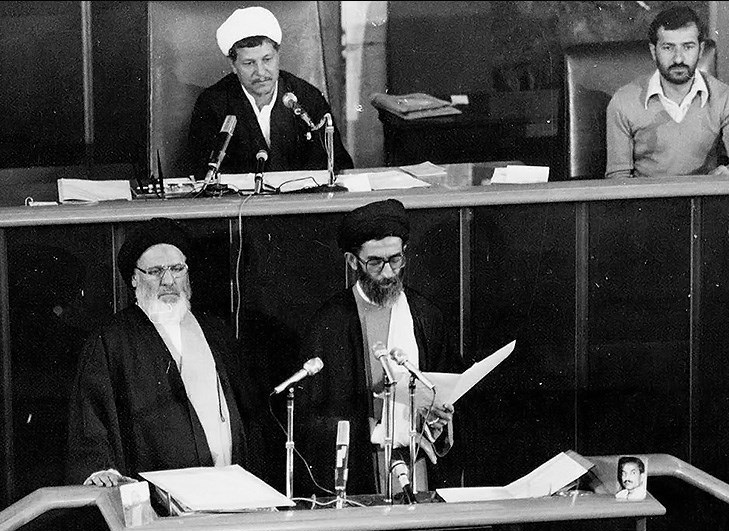
مراسم تحلیف ریاست جمهوری در مجلس برگزار می‌شود.

- مجلس دو وظیفه اصلی به عهده دارد: قانون‌گذاری و نظارت
- مجلس شورای اسلامی در عموم مسائل در حدود مقرر در قانون اساسی می‌تواند قانون وضع کند.[۲۱]
- مجلس شورای اسلامی نمی‌تواند قوانینی وضع کند که با اصول و احکام مذهب رسمی کشور یا قانون اساسی مغایرت داشته باشد. تشخیص این امر بر عهده شورای نگهبان است.[۲۲]
- تعیین رئیس مجلس شورای اسلامی توسط نمایندگان مجلس صورت می‌گیرد.
- شرح و تفسیر قوانین عادی در صلاحیت مجلس شورای اسلامی است.[۲۳]
- لوایح قانونی پس از تصویب هیئت وزیران به مجلس تقدیم می‌شود و طرح‌های قانونی به پیشنهاد حداقل پانزده نفر از نمایندگان، در مجلس شورای اسلامی قابل طرح است.[۲۴]
- طرح‌های قانونی و پیشنهادها و اصلاحاتی که نمایندگان در خصوص لوایح قانونی عنوان می‌کنند و به تقلیل درآمد عمومی یا افزایش هزینه عمومی می‌انجامد، در صورتی قابل طرح در مجلس است که در آن طریق جبران کاهش درآمد یا تأمین هزینه جدید نیز معلوم شده باشد.[۲۵]
- مجلس شورای اسلامی حق تحقیق و تفحص در تمام امور کشور را دارد.[۲۶]
- عهدنامه‌ها، مقاوله‌نامه‌ها، قراردادها و موافقت‌نامه‌های بین‌المللی باید به تصویب مجلس شورای اسلامی برسد.[۲۷]
- هر گونه تغییر در خطوط مرزی ممنوع است مگر اصلاحات جزئی با رعایت مصالح کشور، به شرط این که یک طرفه نباشد و به استقلال و تمامیت ارضی کشور لطمه نزدند و به تصویب چهار پنجم مجموع نمایندگان مجلس شورای اسلامی برسد.[۲۸]
- برقراری حکومت نظامی ممنوع است. در حالت جنگ و شرایط اضطراری نظیر آن، دولت حق دارد با تصویب مجلس شورای اسلامی موقتاً محدودیت‌های ضروری را برقرار نماید، ولی مدت آن به هر حال نمی‌تواند بیش از سی روز باشد و در صورتی که ضرورت همچنان باقی باشد دولت موظف است مجدداً از مجلس کسب مجوز کنند.[۲۹]
- گرفتن و دادن وام یا کمک‌های بدون عوض داخلی و خارجی از طرف دولت باید با تصویب مجلس شورای اسلامی باشد.[۳۰]
- استخدام کارشناسان خارجی از طرف دولت ممنوع است مگر در موارد ضرورت با تصویب مجلس شورای اسلامی.[۳۱]
- بناها و اموالی دولتی که ملی اعلام شده باشد قابل انتقال به غیر نیست مگر با تصویب مجلس شورای اسلامی آن هم در صورتی که انتفای آن منحصر به فرد نباشد.[۳۲]
- مجلس نمی‌تواند اختیار قانونگذاری را به شخص یا هیأتی واگذار کند ولی در موارد ضروری می‌تواند اختیار وضع بعضی از قوانین را با به کمیسیون‌های داخلی خود تفویض کند، در این صورت این قوانین در مدتی که مجلس تعیین می‌نماید به صورت آزمایشی اجرا می‌شود و تصویب نهایی آن‌ها با مجلس خواهد بود.[۳۳]

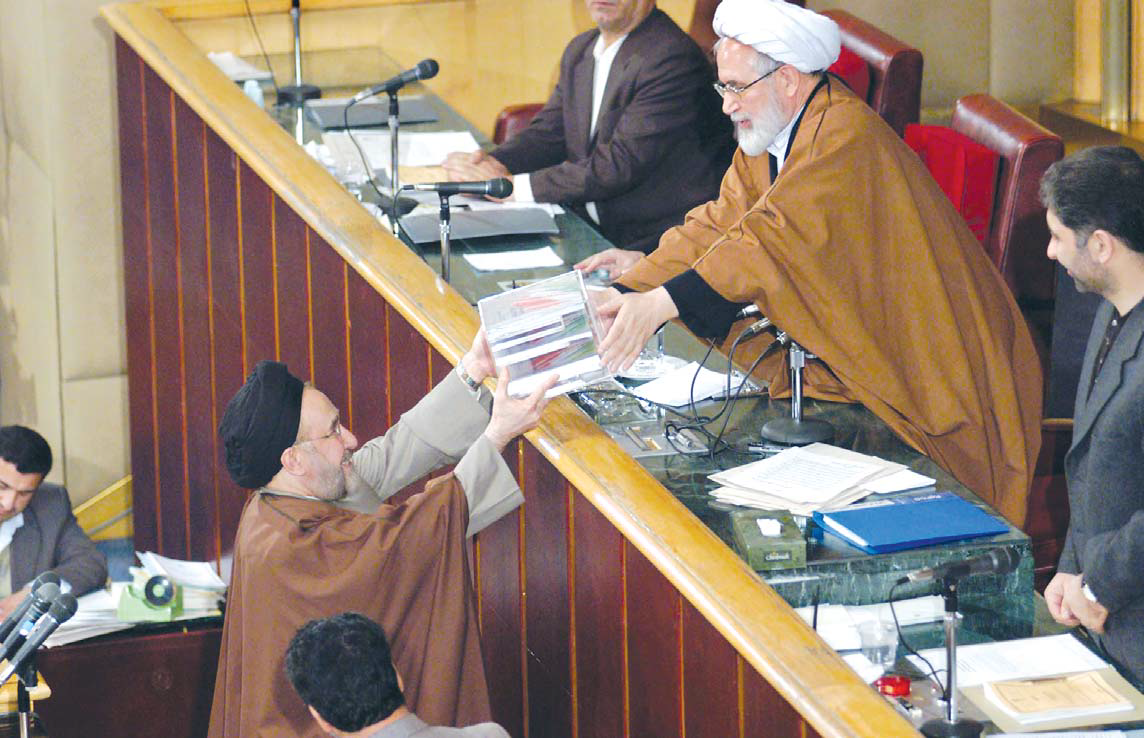
تحویل لایحه بودجه توسط رئیس دولت به رئیس مجلس سالانه انجام می‌شود.

- رئیس‌جمهور برای هیئت وزیران پس از تشکیل و پیش از هر اقدام دیگر باید از مجلس رأی اعتماد بگیرد.[۳۴]
- در هر مورد که حداقل یک چهارم کل نمایندگان مجلس شورای اسلامی از رئیس‌جمهور یا هر یک از نمایندگان از وزیر مسئول، دربارهٔ یکی از وظایف آنان سؤال کنند، رئیس‌جمهور یا وزیر موظف است در مجلس حاضر شود و به سؤال جواب دهد و این جواب نباید در مورد رئیس‌جمهور بیش از یک ماه و در مورد وزیر بیش از ده روز به تأخیر افتاد مگر با عذر موجه به تشخیص مجلس شورای اسلامی.[۳۵]
- نمایندگان مجلس شورای اسلامی می‌توانند در مواردی که لازم می‌دانند هیئت وزیران یا هر یک از وزرا را استیضاح کنند، استیضاح وقتی قابل طرح در مجلس است که با امضای حداقل ده نفر از نمایندگان به مجلس تقدیم شود. هیئت وزیران یا وزیر مورد استیضاح باید ظرف مدت ده روز پس از طرح آن در مجلس حاضر شود و به آن پاسخ گوید و از مجلس رأی اعتماد بخواهد. در صورت عدم حضور هیئت وزیران یا وزیر برای پاسخ، نمایندگان مزبور دربارهٔ استیضاح خود توضیحات لازم را می‌دهند و در صورتی که مجلس مقتضی بداند اعلام رأی عدم اعتماد خواهد کرد. اگر مجلس رأی اعتماد نداد هیئت وزیران یا وزیران یا وزیر مورد استیضاح عزل می‌شود. در هر دو صورت وزرای مورد استیضاح نمی‌توانند در هیئت وزیرانی که بلافاصله بعد از آن تشکیل می‌شود عضویت پیدا کنند.
- در صورتی که حداقل یک سوم از نمایندگان مجلس شورای اسلامی رئیس‌جمهور را در مقام اجرای وظایف مدیریت قوه مجریه و اداره امور اجرایی کشور مورد استیضاح قرار دهند، رئیس‌جمهور باید ظرف مدت یک ماه پس از طرح آن در مجلس حاضر شود و در خصوص مسایل مطرح شده توضیحات کافی بدهد. در صورتی که پس از بیانات نمایندگان مخالف و موافق و پاسخ رئیس‌جمهور، اکثریت دو سوم کل نمایندگان به عدم کفایت رئیس‌جمهور رأی دادند مراتب جهت اجرای بند ده اصل یکصد و دهم به اطلاع مقام رهبری می‌رسد و مقام رهبری موظف به امضای حکم عزل رئیس‌جمهور می‌باشد.[۳۶]
- هر کس شکایتی از طرز کار مجلس یا قوه مجریه یا قوه قضاییه داشته باشد، می‌تواند شکایت خود را کتباً به مجلس شورای اسلامی عرضه کند. مجلس موظف است به این شکایات رسیدگی کند و پاسخ کافی دهد و در مواردی که شکایت به قوه مجریه یا قوه قضاییه مربوط است رسیدگی و پاسخ کافی از آن‌ها بخواهد و در مدت متناسب نتیجه را اعلام نماید و در موردی که مربوط به عموم باشد به اطلاع عامه برساند.[۳۷]

## انتخابات مجلس شورای اسلامی
نمایندگان مجلس شورای اسلامی هر چهار سال یک بار و از طریق انتخابات تعیین می‌شوند. نامزدهای شرکت کنندهٔ در انتخابات مجلس شورای اسلامی باید مورد تأیید نهادهای مربوط قرار گیرند. این نهادها به دو گروه تقسیم می‌شوند. اول هیئت‌های اجرایی که وابسته به دولت و وزارت کشور هستند و دوم شورای نگهبان.
هیئت اجرایی برای هر داوطلب ده شرط را مورد بررسی قرار می‌دهند و در صورت احراز تمامی این شروط از جانب داوطلب وی را برای تأیید صلاحیت به شورای نگهبان معرفی می‌کنند. شرایط ده‌گانه به‌شرح زیر است:
1. اعتقاد و التزام عملی به اسلام
2. اعتقاد و التزام عملی به نظام جمهوری اسلامی ایران
3. اعتقاد به اصل مترقی ولایت مطلقه فقیه و پایبندی به قانون اساسی
4. تابعیت کشور جمهوری اسلامی ایران
5. داشتن مدرک تحصیلی کارشناسی ارشد یا معادل آن
6. عدم سوء شهرت در حوزه انتخابی
7. داشتن سلامت جسمی و روانی به‌گونه‌ای که توانایی متعارف انجام وظایف نمایندگی را داشته باشد.
8. داشتن حداقل سن ۳۰ سال تمام و حداکثر ۷۵ سال تمام
9. گواهی معتبر و مورد تأیید برداشتن حداقل پنج‌سال سابقه فعالیت اجرائی یا آموزشی یا پژوهشی یا قضائی
10. داشتن کارت یا گواهی پایان خدمت وظیفه یا معافیت دائم قانونی

تبصره ۱-داوطلبان نمایندگی اقلیتهای دینی مصرح در قانون اساسی از التزام عملی به اسلام، مذکور در بند (۱) مستثنی بوده و باید در دین خودثابت‌العقیده باشند. تبصره ۲- هر دوره نمایندگی مجلس معادل یک مقطع تحصیلی فقط برای شرکت در انتخابات محسوب می‌شود.
پس از هیئت‌های اجرایی نوبت به شورای نگهبان می‌رسد که به تأیید صلاحیت داوطلبان شرکت در انتخابات مجلس بپردازد. در صورتی که شورای نگهبان نیز صلاحیت داوطلبی را تأیید کرد وی می‌تواند در انتخابات شرکت کند.

## نمایندگان
عده نمایندگان کنونی مجلس ۲۹۰ نفر است و از تاریخ همه‌پرسی سال ۱۳۶۸ پس از هر ده سال، با در نظر گرفتن عوامل انسانی، سیاسی، جغرافیایی و نظایر آن‌ها حداکثر بیست نفر نماینده می‌تواند اضافه شود. زرتشتیان و کلیمیان هر کدام یک نماینده و مسیحیان آشوری و کلدانی مجموعاً یک نماینده و مسیحیان ارمنی جنوب یک نماینده و شمال هم یک نماینده انتخاب می‌کنند. محدوده حوزه‌های انتخابیه و تعداد نمایندگان را قانون معین می‌کند.

### پراکندگی کرسی‌ها
پراکنش ۲۹۰ کرسی مجلس شورای اسلامی در استان‌های ایران

تقکیک کرسی‌های مجلس بر حسب استان (استان‌ها از راست به چپ به ترتیب حروف الفبا)

| استان             | تعداد کرسی | استان          | تعداد کرسی | استان               | تعداد کرسی | استان              | تعداد کرسی | استان        | تعداد کرسی |
| ----------------- | ---------- | -------------- | ---------- | ------------------- | ---------- | ------------------ | ---------- | ------------ | ---------- |
| آذربایجان شرقی    | ۱۹         | آذربایجان غربی | ۱۲         | اردبیل              | ۷          | اصفهان             | ۱۹         | البرز        | ۳          |
| ایلام             | ۳          | بوشهر          | ۴          | تهران               | ۳۵         | چهارمحال و بختیاری | ۴          | خراسان جنوبی | ۴          |
| خراسان رضوی       | ۱۸         | خراسان شمالی   | ۴          | خوزستان             | ۱۸         | زنجان              | ۵          | سمنان        | ۴          |
| سیستان و بلوچستان | ۸          | فارس           | ۱۸         | قزوین               | ۴          | قم                 | ۳          | کردستان      | ۶          |
| کرمان             | ۱۰         | کرمانشاه       | ۸          | کهگیلویه و بویراحمد | ۳          | گلستان             | ۷          | گیلان        | ۱۳         |
| لرستان            | ۹          | مازندران       | ۱۲         | مرکزی               | ۷          | هرمزگان            | ۵          | همدان        | ۹          |
| یزد               | ۴          |                |            |                     |            |                    |            |              |            |

### نمایندگان اقلیت‌های دینی
پس از انقلاب مشروطه با تشکیل مجلس شورای ملی در قانون اساسی مشروطه برای اقلیت‌های دینی هم نمایندگانی در نظر گرفته شد. این موضوع پس از انقلاب ۱۳۵۷ هم در قانون اساسی باقی ماند. هم‌اکنون در مجلس شورای اسلامی، زرتشتیان و کلیمیان، هر کدام یک نماینده، مسیحیان آشوری و کلدانی مجموعاً یک نماینده و مسیحیان ارمنی جنوب و شمال هر کدام یک نماینده دارند.

### شرایط، حقوق و محدودیت‌های نمایندگان

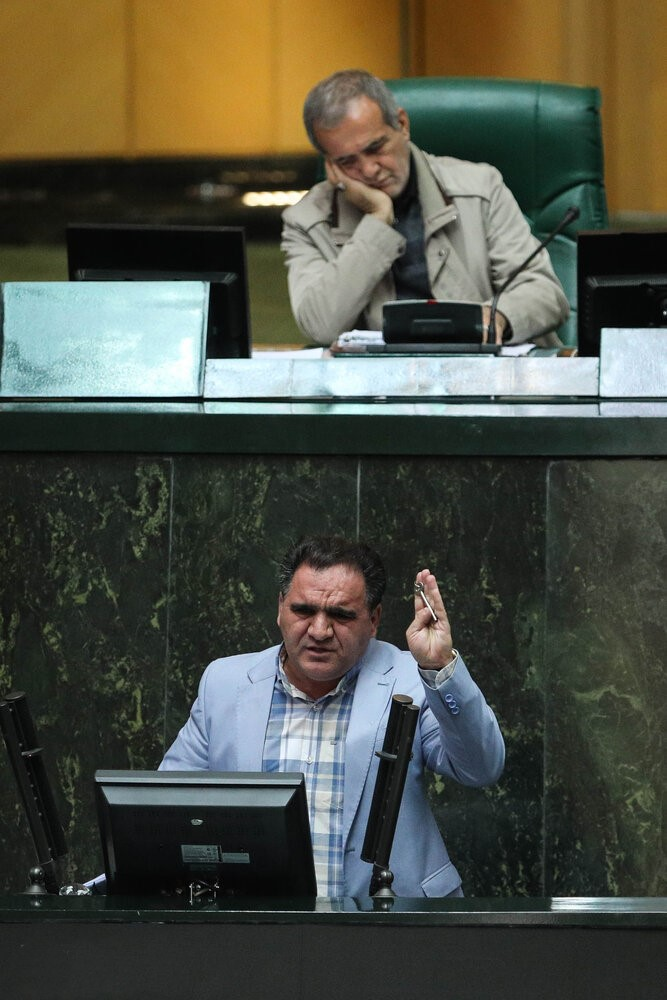
مسعود پزشکیان و حسین مقصودی نمایندهٔ سبزوار درحال سخنرانی در مجلس دهم، آبان ۱۳۹۸

- سوگند: نمایندگان برگزیده که پس از تأیید صلاحیت از جانب نهادهای مسئول در انتخابات به پیروزی دست پیدا کردند، در اولین گام باید در صحن مجلس سوگندی را ادا کنند که در آن به کتاب قرآن قسم می‌خورند. متن این سوگندنامه به شرح زیر است:

بسم‌الله‌الرحمن‌الرحیم

من در برابر قرآن مجید، به خدای قادر متعال سوگند یاد می‌کنم و با تکیه بر شرف انسانی خویش تعهد می‌نمایم که پاسدار حریم اسلام و نگاهبان دستاوردهای انقلاب اسلامی ملت ایران و مبانی جمهوری اسلامی باشم، ودیعه‌ای را که ملت به ما سپرده به عنوان امینی عادل پاسداری کنم و در انجام وظایف وکالت، امانت و تقوی را رعایت نمایم و همواره به استقلال و اعتلای کشور و حفظ حقوق ملت و خدمت به مردم پایبند باشم، از قانون اساسی دفاع کنم و در گفته‌ها و نوشته‌ها و اظهارنظرها، استقلال کشور و آزادی مردم و تأمین مصالح آن‌ها را مد نظر داشته باشم.
نمایندگان اقلیت‌های مذهبی نیز همین سوگند را ذکر می‌کنند و تنها به جای قرآن نام کتاب مقدس خود —اوستا، انجیل یا تورات— را بر زبان می‌آورند.
- هر نماینده در برابر تمام ملت مسئول است و حق دارد در همه مسایل داخلی و خارجی کشور اظهار نظر نماید.[۴۴]
- سمت نمایندگی قائم به شخص است و قابل واگذاری به دیگری نیست.[۳۳]
- نمایندگان مجلس در مقام ایفای وظایف نمایندگی در اظهار نظر و رأی خود کاملاً آزادند و نمی‌توان آن‌ها را به سبب نظراتی که در مجلس اظهار کرده‌اند یا آرایی که در مقام ایفای وظایف نمایندگی خود داده‌اند تعقیب یا توقیف کرد.[۴۵]
- نمایندگانی که در جلسه نخست شرکت ندارند نیز باید در نخستین جلسه‌ای که حضور یافتند مراسم سوگند را انجام دهند.

### تأمین مالی نمایندگان
در ایران حقوق دقیق نمایندگان به صورت شفاف اعلام نمی‌شود اما در ۱۶ تیرماه ۱۳۹۹، حسین جلالی یکی از نمایندگان دوره یازدهم مجلس گفت در ماه اول حضورش در مجلس، ۲۳۱ میلیون تومان به حساب او واریز شده است؛ که از این مبلغ ۱۱ میلیون تومان مربوط به حقوق نمایندگی است و ۲۰۰ میلیون تومان بابت حق مسکن و ۲۰ میلیون تومان هم بابت «سایر هزینه‌ها» به حساب او واریز شده ولی اشاره‌ای به جزئیات این هزینه‌ها نکرده است.

## کمیسیون‌ها
در حال حاضر کمیسیون‌های مجلس شورای اسلامی در دو دسته کمیسیون‌های خاص و کمیسیون‌های تخصصی بر اساس مفاد آیین‌نامه داخلی تشکیل شده و به فعالیت می‌پردازند. نام و جزئیات مربوط به این کمیسیون‌ها، در جدول‌هایی در ذیل آورده شده است. مجلس دوازدهم به منظور افزایش کارایی و جلوگیری از موازی کاری فراکسیون‌ها در آئین‌نامه مجلس تغییراتی به وجود آورد. طبق آئین‌نامه جدید، هر نماینده مجاز به حضور در یک فراکسیون سیاسی و چهار فراکسیون تخصصی است و تعداد فراکسیون‌های تخصصی مجلس به عدد ۴۰ فراکسیون رسید.

## رئیس و هیئت رئیسه

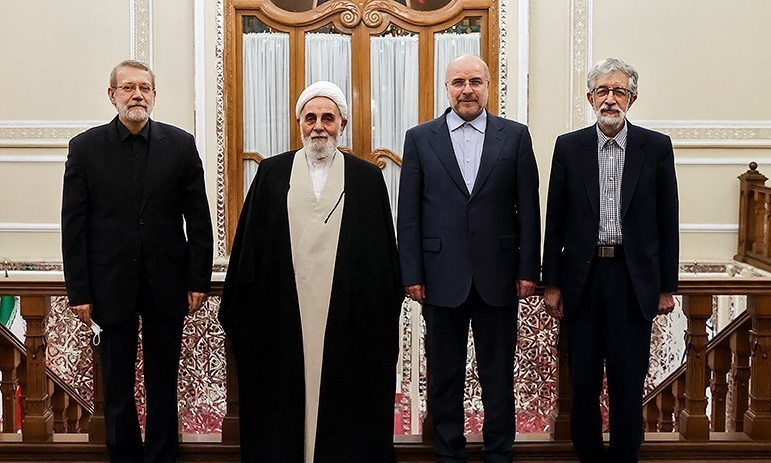
چهار تن از رؤسای مجلس شورای اسلامی در مراسم افطاری سال ۱۴۰۲؛ از راست: حداد عادل، قالیباف، ناطق نوری و علی لاریجانی

رئیس مجلس شورای اسلامی به وسیلهٔ رأی مستقیم نمایندگان مجلس شورای اسلامی برای یک دوره یکساله انتخاب می‌شود و با توجه به آئین‌نامه داخلی مجلس شورای اسلامی تکرار دوره ریاست مجلس منع قانونی ندارد.

### نحوه انتخاب رؤسای مجلس شورای اسلامی
- طبق قانون آئین‌نامه داخلی مجلس شورای اسلامی مصوب ۱۳۷۹/۰۱/۲۰ با اصلاحات و الحاقات بعدی فرایند انتخاب رئیس مجلس شورای اسلامی بدین قرار است:

### الف) هیئت رئیسه سنی
- مسن‌ترین فرد از نمایندگان حاضر به‌عنوان رئیس سنی و فرد بعدی به‌عنوان نایب رئیس و دو نفر از جوانترین نمایندگان حاضر به سمت دبیر معین می‌شوند و در جایگاه هیئت رئیسه قرار می‌گیرند. درصورت تساوی سن، هیئت رئیسه سنی با قید قرعه از بین مسن‌ترین و جوانترین نمایندگان حاضر تعیین خواهد شد. اعلام هیئت رئیسه سنی با اداره کل قوانین مجلس است. (ماده ۹)[۵۱]
- وظایف هیئت رئیسه سنی، اداره جلسه افتتاحیه، انجام مراسم تحلیف، اقتراع شعب و اجرای انتخابات هیئت رئیسه موقت است. (ماده ۱۰)[۵۱]

### ب) هیئت رئیسه موقت
- انتخاب هیئت رئیسه موقت در دومین جلسه علنی مجلس انجام خواهد شد. ترکیب و طرز انتخاب آن مانند هیئت رئیسه دائم است، به‌جز اینکه اکثریت نسبی در انتخاب رئیس کافی خواهد بود. هیئت رئیسه موقت بلافاصله پس از انتخاب، با متن سوگند نامه هیئت رئیسه دائم مراسم تحلیف را به جای خواهد آورد. (ماده ۱۱)[۵۱]

### ج) هیئت رئیسه دائم
- پس از تصویب اعتبارنامه حداقل دوسوم مجموع نمایندگان، هیئت رئیسه موقت اقدام به انتخاب هیئت رئیسه دائم می‌کند، اعضای هیئت رئیسه دائم برای یکسال انتخاب می‌شوند. مبنای تجدید انتخابات سالیانه، سالروز انتخابات هیئت رئیسه قبلی بوده و درصورتی که با تعطیلات مصادف گردد در جلسه قبل از آن انجام می‌گردد و مسئولیت هیئت رئیسه جدید از سالروز انتخابات قبل تفویض خواهد گردید. (ماده ۱۳)[۵۱]

## ساختار اداری مجلس

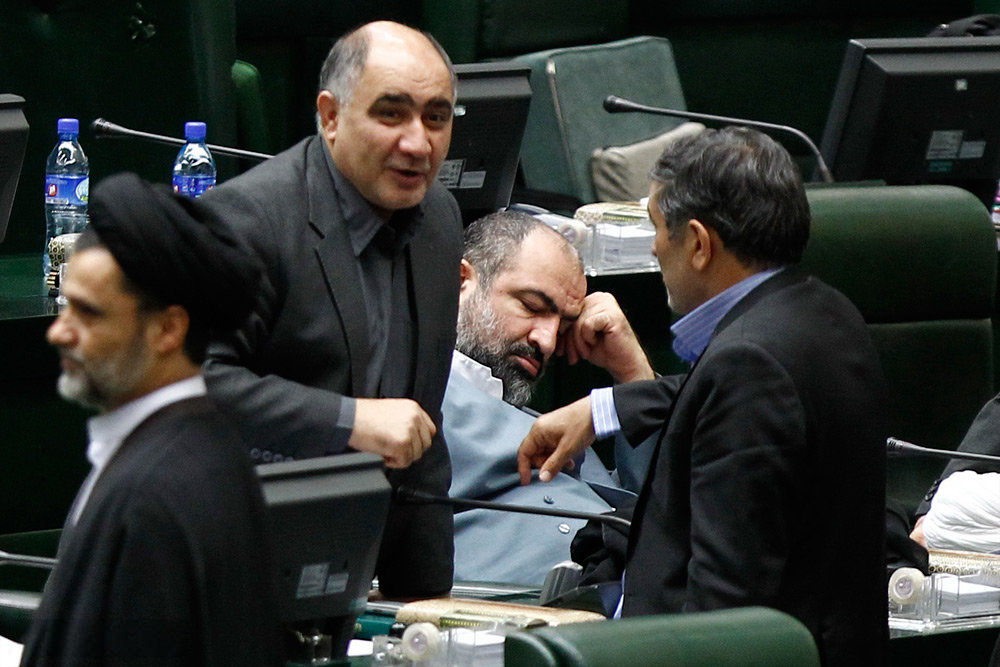
حمید رسایی در جلسه علنی مجلس شورای اسلامی، اردیبهشت ۱۳۹۴

مرکز پژوهش‌های مجلس شورای اسلامی، دیوان محاسبات کشور، مرکز تحقیقات اسلامی مجلس شورای اسلامی، کتابخانه، موزه و مرکز اسناد مجلس شورای اسلامی و مجمع مشورتی نظام مسائل کشور ۵ نهاد زیرمجموعه مجلس شورای اسلامی هستند. در حال حاضر به‌ترتیب بابک نگاهداری، سید احمدرضا دستغیب، علی نهاوندی مسعود معینی‌پور و حمزه صفربیگی مسئولیت این ۵ نهاد وابسته به مجلس را برعهده دارند.
علاوه بر این، مجلس دارای ۳ معاونت نظارت، قوانین و اجرایی است. در حال حاضر پژمان پشمچی‌زاده، مهدی عبدالملکی و علیرضا شریفی برزگر به ترتیب به عنوان معاون نظارت، معاون قوانین و معاون اجرایی مجلس شورای اسلامی مشغول به فعالیت هستند.

### معاونت نظارت
اگرچه وظیفه نظارت طبق قانون اساسی، بر عهده نمایندگان مجلس گذاشته شده، اما به دلیل حجم اشتغال وقت نمایندگان از قبیل پیگیری مسائل متعدد حوزه‌های انتخابیه و حل مشکلات مردم، ملاقات‌های مردمی، دیدار با مسؤلان و حضور الزامی در صحن و کمیسیون‌های تخصصی موجب می‌شود تا فرصت کمتری برای پرداختن تخصصی به مقوله نظارت برای نمایندگان فراهم بیاید. با این استدلال مجلس دارای معاونت نظارت است تا مسائل را به صورت تخصصی‌تر پیگیری کند.

### معاونت قوانین
فرایند قانون گذاری در مجلس شورای اسلامی با ارائه طرح و لایحه در صحن علنی مجلس آغاز شده و با انتشار قوانین ابلاغی به دولت در روزنامه رسمی خاتمه می‌یابد. سلسله اقداماتی که در این فرایند وجود دارد، در معاونت نظارت انجام می‌گیرد. این معاونت دارای ۳ اداره کل به نام‌های اداره‌کل تدوین قوانین، اداره‌کل کمیسیون‌ها، صحن و مشاوران، و اداره کل اسناد و تنقیح قوانین است.

### معاونت اجرایی
فعالیت‌های اداری مجلس زیر نظر این معاونت قرار دارد.

#### سرویس وبلاگ‌دهی نمایندگان مجلس
روابط عمومی مجلس شورای اسلامی برای نمایندگان مردم سرویس وبلاگ‌دهی ایجاد کرده است (وبلاگ پارلیران) تا نمایندگان بتوانند از طریق وبلاگ با موکلان خود در تماس باشند.

#### پارلمان مجازی ایران
پارلمان مجازی ایران سامانه‌ای است که در تاریخ ۱۸ آذر ۱۳۹۹ با هدف کلی ایجاد راه‌ارتباطی بین نمایندگان مجلس شورای اسلامی و مردم با حضور محمدباقر قالیباف رئیس مجلس رونمایی شد. از اهداف اصلی ایجاد این سامانه می‌توان به حذف مراجعه فیزیکی مردم به دفاتر نمایندگان و نظردهی مردم دربارهٔ جزئیات طرح‌ها و لوایح مجلس اشاره کرد.

### اداره کل بین‌الملل
باتوجه به گستره فعالیت‌های دیپلماتیک قوه مقننه و پیگیری مباحث مرتبط با دیپلماسی پارلمانی، اداره کل بین‌الملل مجلس تشکیل شده و در حال حاضر ابوالفضل عمویی مسئولیت آن را برعهده دارد.

## حوادث مجلس
در تاریخ ۱۷ خرداد ماه سال ۱۳۹۶ مجلس شورای اسلامی در خیابان بهارستان تحت حمله تروریستی داعش قرار گرفت؛ که اولین حمله ترویستی داعش است که طبق گزارش‌های اولیه در حدود ساعت یازده صبح فردی در پوشش مراجعه‌کننده، وارد راهروی ورودی مجلس شورای اسلامی ایران شده و با تیراندازی به یکی از محافظان، وی را از ناحیه پا مجروح کرده و سپس همراه سه نفر دیگر قصد حمله به صحن علنی مجلس را داشتند که اما با مقاومت نیروهای امنیتی و سردرگم شدن مهاجمان در ساختمان مراجعات زمین گیر شده و بی هدف به سمت افراد داخل و خارج ساختمان شلیک نمودند. در نهایت پس از حدود ۴ ساعت درگیری هر چهار تروریست به هلاکت رسیدند. در این حملات مجموعاً ۱۲ نفر کشته و بیش از ۴۲ نفر مصدوم شدند. گروهک داعش با پخش اطلاعیه‌ای مسئولیت این حملات را بر عهده گرفت. این حوادث محکومیت عملیات‌های تروریستی را از سرتاسر جهان در پی داشت.

### حمله سایبری
- هکرهای گروه انانیموس پایگاه داده‌های مجلس را در اوایل مهر ۱۴۰۱ هک کردند و شماره تلفن‌ها و اطلاعات همه نمایندگان را منتشر کردند.[۷][۸][۹]
- گروه قیام تا سرنگونی نزدیک به سازمان مجاهدین خلق ایران در روز سه‌شنبه ۲۴ بهمن ۱۴۰۲ بیش از ۶۰۰ سرور مجلس شورای اسلامی که شامل سرورهای اصلی مجلس، سرورهای کمیسیون‌های مجلس، سرورهای اصلی صحن مجلس، سرور مجلس‌یار، سرور بانک مجلس و برخی سرورهای دیگر مربوط به دبیرخانه، معاونت‌ها و دفاتر نمایندگان را از دسترس خارج و تسخیر کرد و مجموعه‌ای از اسناد محرمانه و داخلی را منتشر کرد، از جمله میزان حقوق دریافتی برخی نمایندگان ماهانه بین «۲۰۰ تا ۲۵۰ میلیون تومان» و رقم کل حقوق پرداخت‌شده به ۲۲۶ نماینده مجلس در خرداد امسال بیش از ۴۸ میلیارد تومان بوده است. روابط عمومی مجلس در واکنش مدعی شد که «برخی از این اسناد دستکاری شده و غیرقابل استناد است».[۱۰][۱۱][۶۵] به همین دلیل چهارشنبه ۲۵ بهمن ۱۴۰۲ نمایندگان به‌صورت قیام و قعودی در رای‌گیری مصوبات مجلس شرکت کردند.[۶۶] بر اساس اسناد افشا شده، مصطفی ایزدی معاون امور راهبردی و اشراف ستاد کل نیروهای مسلح در نامه‌ای که برای خامنه‌ای نوشته است، فروش ۳/۳۶ درصدی سهام شرکت ایران خودرو از سوی بانک صادرات به شرکت بهمن و واگذاری دو سمت مدیریتی ایران خودرو به شرکت کروز را غیرقانونی نامیده است و قوه قضاییه به دلیل اشتغال چند هزار نفر در شرکت کروز، پرونده قاچاق، رشوه و جعل این شرکت را مسکوت گذاشته است.[۶۷] درخواست محمد محمدی گلپایگانی از محمدباقر قالیباف برای افزایش بودجه مراکز وابسته به دفتر علی خامنه‌ای و مرکز خدمات حوزه‌های علمیه از جمله کمک ۱۰۰ میلیارد تومانی به صندوق ودیعه مسکن طلاب خارجی جامعه‌المصطفی، کمک به «آستان‌های مقدس» از ۳۰ میلیارد تومان به ۸۰ میلیارد تومان، افزایش ۱۰۰ میلیارد تومان به صندوق «بلاغ جهت حمایت از مبلغین بومی»، افزایش بودجه سازمان تبلیغات دست‌کم به ۱۰۰ میلیارد تومان، افزایش صد درصد بودجه «حمایت از مدارس دینی و کمک به معیشت روحانیون اهل سنت» در نامه‌ای محرمانه از سوی رئیس دفتر علی خامنه‌ای به رئیس مجلس افشا شده است.[۶۸] یکی دیگر از اسنادی که افشا شده نامه به دبیر شورای عالی هماهنگی اقتصادی سران قوا، محسن رضایی درباره شیوه‌های دور زدن تحریم‌ها و حمایت از افراد و نهادهای مرتبط با آنها است، از جمله این شیوه‌ها این است که افراد تحریم شده قادر خواهند بود هویت خود را تغییر داده و به فعالیت‌های شخصی خود ادامه دهند، همچنین از مزایای مالی مانند تسهیلات بانکی، بیمه، مالیاتی و گمرکی نیز بهره‌مند می‌شوند. این نامه به امضای معاون اقتصاد و فناوری دبیرخانه شورای عالی امنیت ملی، محمد میرمحمدی رسیده است. همچنین برای محافظت و ایمن‌سازی به تمامی مدیران، کارگزاران و اشخاص فعال و ریسک‌پذیر در مقابله با تحریم و هرگونه آسیبی به آنها پوشش اطلاعاتی-امنیتی، و خدمات حقوقی-قضایی در داخل و خارج از کشور داده شده است.[۶۹] در بخش دیگری از این نامه، روش‌هایی برای دور زدن تحریم‌ها و ورود کالاهای تحریمی و کالاهای دارای کاربرد دوگانه بیان شده است. به عنوان مثال، عدم ارائه گواهی خرید مبدأ یا پذیرش گواهی مبدأ از کشورهای غیر ایران، استفاده از اسناد دستکاری شده با اسامی مغایر سفارش دهنده، تغییر نام یا جزئیات صلح‌نامه خرید به عنوان روش‌هایی که می‌توان برای دور زدن تحریم‌ها استفاده کرد.[۶۹]

## ادوار مجلس
| دوره    | افتتاح        | اختتام       | کل نمایندگان | نمایندگان زن | نمایندگان روحانی | نمایندگان دوره قبل | درصد مشارکت مردم |
| ------- | ------------- | ------------ | ------------ | ------------ | ---------------- | ------------------ | ---------------- |
| اول     | ۷ خرداد ۱۳۵۹  | ۶ خرداد ۱۳۶۳ | ۳۲۷          | ۴            | ۱۶۵              | -                  | ۵۲/۱۴            |
| دوم     | ۷ خرداد ۱۳۶۳  | ۶ خرداد ۱۳۶۷ | ۲۷۸          | ۴            | ۱۵۴              | ۱۰۶                | ۶۴/۶۴            |
| سوم     | ۷ خرداد ۱۳۶۷  | ۶ خرداد ۱۳۷۱ | ۲۷۸          | ۴            | ۸۵               | ۱۰۳                | ۵۹/۷۲            |
| چهارم   | ۷ خرداد ۱۳۷۱  | ۶ خرداد ۱۳۷۵ | ۲۷۴          | ۹            | ۶۷               | ۸۷                 | ۵۷/۸۱            |
| پنجم    | ۱۲ خرداد ۱۳۷۵ | ۶ خرداد ۱۳۷۹ | ۲۷۴          | ۱۴           | ۵۴               | ۱۰۴                | ۷۱/۱۰            |
| ششم     | ۷ خرداد ۱۳۷۹  | ۶ خرداد ۱۳۸۳ | ۲۹۷          | ۱۳           | ۳۵               | ۷۰                 | ۶۹               |
| هفتم    | ۷ خرداد ۱۳۸۳  | ۶ خرداد ۱۳۸۷ | ۲۹۵          | ۱۳           | ۴۴               | ۷۰                 | ۵۹/۵             |
| هشتم    | ۷ خرداد ۱۳۸۷  | ۶ خرداد ۱۳۹۱ | ۲۹۱          | ۸            | ۴۴               | ۱۰۷                | ۵۵/۴۰            |
| نهم     | ۷ خرداد ۱۳۹۱  | ۶ خرداد ۱۳۹۵ | ۲۹۰          | ۹            | ۳۴               | ۱۰۱                | ۶۴/۰۲            |
| دهم     | ۸ خرداد ۱۳۹۵  | ۶ خرداد ۱۳۹۹ | ۲۸۷          | ۱۷           | ۱۶               | ۷۳                 | ۶۱/۸۳            |
| یازدهم  | ۷ خرداد ۱۳۹۹  | ۶ خرداد ۱۴۰۳ | ۲۸۸          | ۱۶           | ۳۲               |                    | ۴۲/۵۷            |
| دوازدهم | ۷ خرداد ۱۴۰۳  | خرداد ۱۴۰۷   | ۲۹۰          | ۱۴           |                  | ۱۱۶                | ۴۰٫۶             |

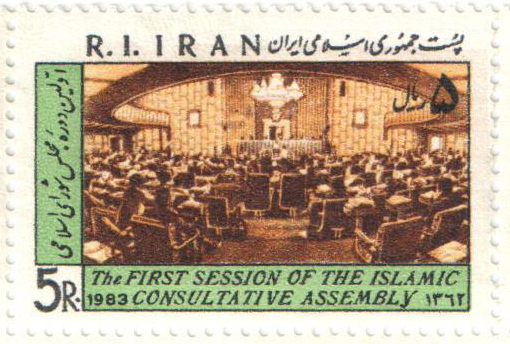
تمبر یادبود اولین جلسه مجلس شورای اسلامی، چاپ شده در ۱۳۶۲

تعداد کل نمایندگان، با در نظر گرفتن استعفاها، درگذشت‌ها، و جابه‌جایی‌ها شمارش شده است.

### چینش
|  | راست‌گرا | میانه‌گرا | مستقل | چپ‌گرا |

| ۳۵ | ۱۰۰ | ۲۱ |

| ۳۶ | ۳ | ۵۵ | ۴ | ۲۸ |

| ۱۴ | ۲۹ | ۴۱ | ۳۱ |

| ۳۵ | ۸۵ | ۱۸ |

| ۸ | ۴۰ | ۷۶ | ۱۴ |

| ۱۳۶ |

| ۱۲۲ | ۱۴ |

| ۱۳۶ |

| ۱۳۶ |

| ۱۳۷ |

| ۱۳۷ |

| ۱۳۷ |

| ۱۳۷ |

| ۲۶ | ۱۵ | ۳۰ | ۳۶ | ۶ | ۱۱ | ۱ | ۲ | ۱ | ۸ |

| ۷۳ | ۳۷ | ۲۵ | ۲ |

| ۱۲۸ | ۸ |

| ۴۹ | ۳۰ |

| ۱۳۶ |

| ۷۱ | ۳۶‌ | ۲۹ |

| ۱۰۴ | ۵۰ | ۴۶ |

| ۷۵ | ۶۵ | ۵۹ | ۱ |

| ۱۴۰ | ۱۶ | ۴۴ |

| ۵ | ۱۸۰ | ۳۱ | ۳ |

| ۱ | ۲۳۰ | ۳۷ |

| ۲۶۸ |

| ۸۵ | ۲۰ | ۱۲۵ | ۵ | ۳۳ |

| ۱۳۰ | ۱۴۰ |

| ۹۰ | ۲۰ | ۱۶۰ |

| ۱۳۴ | ۵۶ | ۸۰ |

| ۱۲۰ | ۸۰ | ۷۰ |

| ۵۴ | ۲۱۵ | ۱۹ | ۲ |

| ۱۹۶ | ۴۷ | ۴۷ |

| ۱۹۵ | ۵۱ | ۴۴ |

| ۲۳۰ | ۱۷ | ۴۳ |

| ۸۳ | ۱۳۲ | ۷۵ |

| ۲۲۷ | ۲۰ | ۴۳ |

| ۱۹۹ | ۴۵ | ۴۶ |

### تصاویر

اول
دوم
سوم
چهارم
پنجم
ششم
هفتم
هشتم
نهم
دهم
یازدهم
دوازدهم
سیزدهم
چهاردهم
پانزدهم
شانزدهم
هفدهم
هجدهم
نوزدهم
بیستم
بیست و یکم
بیست و دوم
بیست و سوم
بیست و چهارم
بیست و پنجم
بیست و ششم
بیست و هفتم
بیست و هشتم
بیست و نهم
سی‌ام
سی و یکم
سی و دوم
سی و سوم
سی و چهارم
سی و پنجم
سی و ششم